# Киево-полоцкая война (1077—1078)
Киево-полоцкая война — вооружённое противостояние войск полоцкого князя Всеслава  Брячиславича и войск великого князя киевского Изяслава Ярославича в 1077—1078 годах.

## Предыстория
Весной 1077 года полоцкий князь Всеслав Брячиславич в очередной раз напал на Новгородскую землю с целью захватить её. В декабре 1076 года в Киеве умер великий князь киевский Святослав Ярославич,а между его братьями назревала борьба за власть,поэтому Всеслав надеялся, что Глебу Святославичу (князю новгородскому) никто не поможет. Однако он просчитался: на помощь Новгороду был послан Владимир Всеволодович. Всеслав не смог взять Новгород и был вынужден отступить в Полоцкое княжество. Тем временем Всеволод Ярославич уступил Изяславу Ярославичу престол и последний стал великим князем киевским. 

## Поход на Полоцк (1077 год)
Летом 1077 года против Всеслава пошли черниговские войска во главе с Всеволодом Ярославичем и Владимиром Всеволодовичем (позднее он получит прозвище — Мономах), а также киевские войска во главе со Святополком Изяславичем.
Киевско-черниговская армия подошла к Полоцку и начала штурм города. Нападавшим удалось оттеснить войска Всеслава в детинец. Далее штурмовали его, но взять не смогли. Началась осада. Вскоре военачальники решили отвести армию назад, в Киев и Чернигов, так как сочли этот поход бесполезным.

## Поход на Полоцк (1078 год)
К зиме 1078 года были собраны новые войска, которые повели на Всеслава Владимир Всеволодович и Святополк Изяславич. Также князья наняли половцев (первый раз в истории Руси).
Войска Владимира и Святополка дошли до Полоцка, но город опять не взяли. Однако в этот раз они не ушли так просто, они занялиcь грабежом и разорением Полоцкого княжества. Опустошив земли вплоть до Одреска, Святополк ушёл в Новгород, а Мономах с половцами двинулся на Одреск. Взял он город или нет — неизвестно. Однако установлено, что далее он ушёл под Чернигов.

## Результаты и последствия
Киевская Русь не достигла успеха в войне 1077—1078 годов: хотя она и нанесла огромный урон Полоцкому княжеству, но не смогла покорить его.
На рубеже 1070—1080-х годов Всеслав напал на Смоленск, пожёг смоленские посады и вернулся в своё княжество с добычей. Попытка Владимира Мономаха застать его в Смоленске не увенчалась успехом, несмотря на поход без обоза, с поводными конями. Ответным походом Владимир разорил Полоцкую землю до Лукомля и Логожска, затем провёл ещё один поход под Друцк. В начале 1080-х годов Владимир Мономах с половцами-етебичами разорил Менск, перебив там всех жителей и даже их скот. Однако покорить Полоцкое княжество не удалось и в этот раз.